# Igherm
Igherm (auch Irherm oder Ighrem geschrieben; arabisch ايغرم, Taschelhit ⵉⵖⵔⵎ Iɣrem) ist eine von Berbern bewohnte Bergoase mit etwa 4100 Einwohnern und eine ansonsten nahezu menschenleere Landgemeinde (commune rurale) im mittleren Antiatlas in der marokkanischen Provinz Taroudannt in der Region Souss-Massa.

## Etymologie
Igherm ist auch die regionale Bezeichnung für einen Gemeinschaftsspeicher (Agadir) in der im mittleren und östlichen Antiatlas sowie im Hohen Atlas gesprochenen Taschelhit-Sprache (vgl. Igherm n'Ougdal). Die – ursprünglich vielleicht isoliert stehende – Speicherburg war folglich für die lokale und regionale Bevölkerung von derart großer identifikatorischer Bedeutung, dass ihr Name irgendwann auf den gesamten Ort übertragen wurde.

## Lage und Klima
Igherm liegt in ca. 1725 m Höhe etwa 95 km nordöstlich von Tafraoute an der seit etwa 2008 durchgängig asphaltierten Straße nach Taliouine (R106). Der Ort ist auch über die R109 von Taroudannt (90 km nordwestlich) oder von Tata (ca. 110 km südöstlich) aus zu erreichen. Das Klima ist zumeist trocken und warm; Regen (ca. 150 mm/Jahr) fällt nahezu ausschließlich im Winterhalbjahr.

## Bevölkerung
| Jahr      | 1994 | 2004 | 2014 | 2024 |
| Einwohner | 4558 | 4624 | 4108 | 4127 |

Die Bevölkerung des Ortes und der Landgemeinde besteht nahezu ausnahmslos aus Berbern; man spricht Berberdialekte und Marokkanisches Arabisch.

## Wirtschaft
Früher wuchsen in den Tallagen Dattelpalmen und auf den ehemals terrassierten, aber kargen und steinigen Böden wurde Gerste angebaut; infolge stark verminderter oder gänzlich ausbleibender Regenfälle seit den 1970er Jahren ist die Landwirtschaft in der Region jedoch beinahe gänzlich zum Erliegen gekommen. Die Männer suchen Arbeit als Tagelöhner oder Kleinunternehmer in den Städten des Nordens oder in Europa und so leben die Bewohner des Ortes hauptsächlich von Geldtransferleistungen. Nach der Fertigstellung der Straßen R106 und R109 hat sich Igherm jedoch zu einem wichtigen Verkehrsknotenpunkt sowie zu einem regionalen Handelszentrum entwickelt.

## Geschichte
Die meisten Orte in der Region haben eine Jahrhunderte zurückreichende Geschichte, die jedoch nicht durch schriftliche Zeugnisse dokumentiert ist. Die einzigen historischen Quellen sind mündliche Überlieferungen und die jahrhundertealten Agadire, die zum einen Rückschlüsse auf die halbnomadische Lebensweise der Transhumanz zulassen, zum anderen auf beständige Rivalitäten und Übergriffe der Dörfer untereinander und von umherziehenden Nomadenstämmen hinweisen.
Die ursprünglichen, aus Felsgestein und Lehm erbauten, eingeschossigen Häuser mit ihren Dächern aus krummen Arganholzästen mit einer Auflage aus Stroh und Schilf und einer Abdeckung aus Erde sind seit den 1960er Jahren sukzessive allesamt aufgegeben und durch neue – in rötlichen Farbtönen gestrichene – Häuser mit Wänden aus Hohlblocksteinen und einem Fundament und Decken aus Beton ersetzt worden. Von den alten Wohnbauten ist so gut wie nichts mehr erhalten.

## Sehenswürdigkeiten

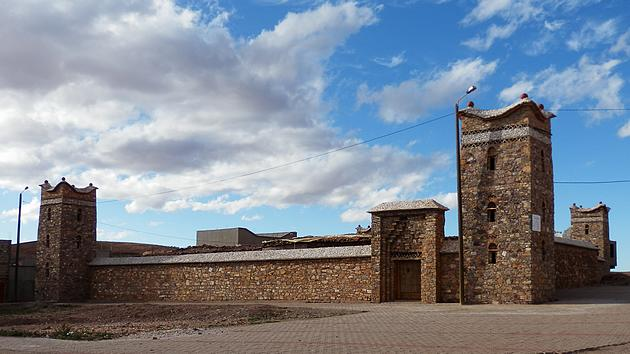
Restaurierter Agadir von Igherm

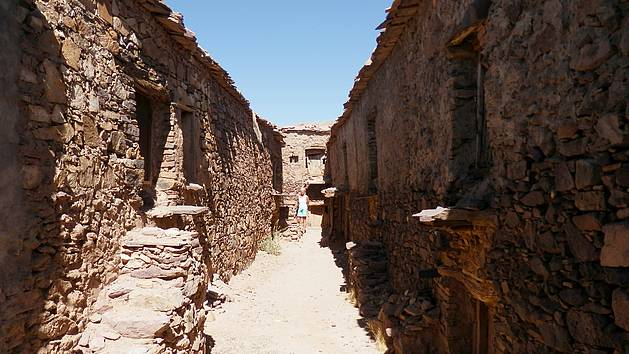
Agadir von Igherm, Innenansicht

Der weitgehend neue Ort verfügte einstmals über zwei Agadire, von denen jedoch nur einer erhalten ist. Nach einer Restaurierung im Jahr 2005 verfügt der längsrechteckige Bau wieder über seine bis zum Jahr 1922 vorhandenen und auf Veranlassung eines Kaids zerstörten Türme. Er ist von einer ca. 1,50 m hohen und 50 cm dicken Mauer aus mörtellos gefügten Steinen umgeben. Der Kernbau ist zweigeschossig und verfügt über Gänge mit über 50 Speicherkammern zu beiden Seiten, die jeweils etwa die Maße von 2,50 m (Breite), 5,20 m (Tiefe) und 1,70 m (Höhe) haben und über eingekerbte Palmstämme oder über Leitern zu erreichen sind; vor den Zellentüren befinden sich aus dem Mauerwerk herausragende Trittsteine, wie sie an den weiter westlich gelegenen Bauten dieser Art auch als „Treppenstufen“ in den Außenwänden der Speicherkammern üblich sind.
Im Innern der Speicherburg ist der Bau eines Museums zur Lebensweise und Kultur der Berber des Antiatlas geplant.
Während die Agadire von Igherm und in der Umgebung des weiter südlich gelegenen Ortes Tagmoute (z. B. Aït Kine) allesamt als „Hof-Agadire“ bezeichnet werden können, gehören die westlich von Igherm gelegenen Bauten dem Typus der „Zellenagadire“ an. Die allermeisten werden jedoch nicht mehr genutzt und befinden sich in mehr oder weniger ruinösem Zustand.